# Saint-Casimir
Pour l’article homonyme, voir Casimir de Pologne, pour le saint polonais..
Saint-Casimir est une municipalité dans la municipalité régionale de comté de Portneuf au Québec, située dans la région administrative de la Capitale-Nationale. Elle est située à environ 80 km au sud-ouest de la ville de Québec et à environ 50 km au nord-est de Trois-Rivières.

## Histoire

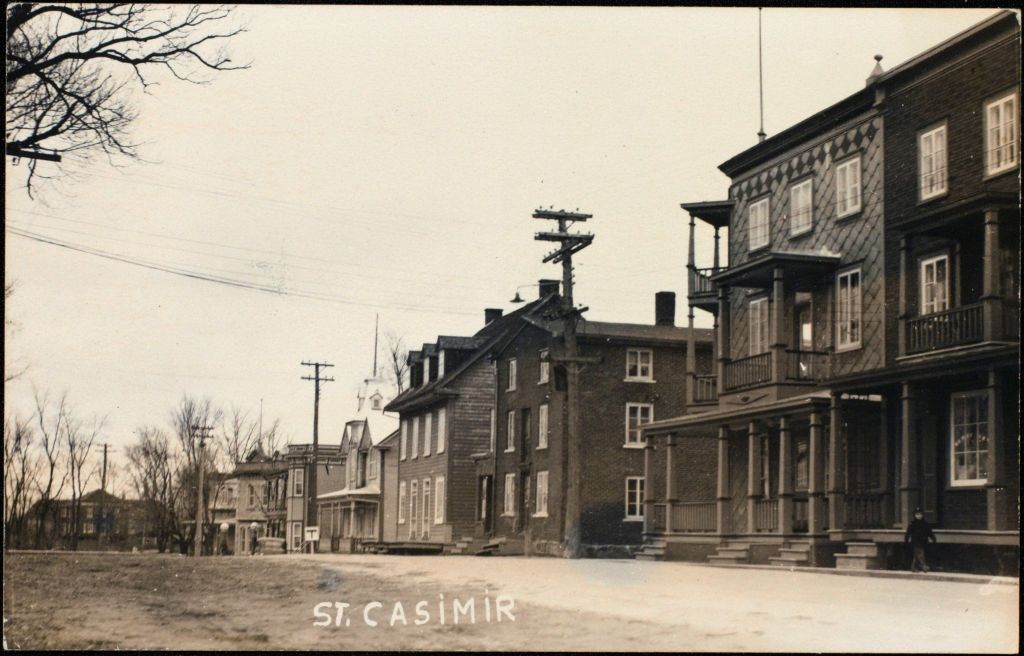
Saint-Casimir au milieu du XXe siècle.

Le territoire de Saint-Casimir faisait originellement partie de la seigneurie des Grondines-Est et de la paroisse de Saint-Charles-des-Grondines. Cette seigneurie est l'une des plus anciennes au Québec. Le 1er décembre 1637, la compagnie de la Nouvelle-France concède à Madame de Cambalot, duchesse d'Aiguillon, une terre d'une lieue de largeur sur 10 de profondeur. En 1646, le gouverneur de la Nouvelle-France de l'époque, Monsieur de Montmagny, accorde aux religieuses hospitalières la possession réelle de cette concession nommée Grondines. En 1683, les Hospitalières vendent la seigneurie à sieur Jacques Aubert. En 1694, il vend la moitié de la seigneurie à Louis Hamelin. Lors du décès de Aubert, en 1710, sa moitié de lot fut vraisemblablement partagée entre les frères Louis et François Hamelin. En 1718, Jacques Hamelin, fils de Louis, devient le nouveau seigneur à la suite du décès de son père.
Arrive ensuite la Conquête anglaise. De 1792 à 1816 Mathier McNider devient le seigneur des Grondines. Il est remplacé par Pierre Charest en 1816. Vers 1830, un personnage du nom de Peter Burnet, marchand à bois de Québec, vient établir un moulin à scie et à farine au confluent des rivières Noire et Sainte-Anne — plus précisément à la jonction des rue Tessier et Chemin de l'Île Grandbois à Saint-Casimir. Monsieur Charest, seigneur des Grondines, avait, sous le régime français le droit de banalité, c'est-à-dire le droit exclusif de construire des moulins à scie ou à farine. Se sentant lésé, Charest porte sa cause devant les tribunaux mais perd sa cause et doit remettre la seigneurie à Peter Burnet. Burnet eut comme successeur son fils du même nom. Celui-ci était domicilié à Sainte-Anne-de-la-Pérade. Peter Burnet fils préférait la chasse et la pêche avec ses amis au travail de seigneur. Il dépensa avec prodigalité ses rentes qui bientôt ne suffirent plus. Le 28 décembre 1871, le sénateur David Edward Price devient le dernier seigneur des Grondines.
La naissance de Saint-Casimir est due au peuplement des rives de la rivière Sainte-Anne en 1721 où quelques colons s'y établirent. Ce n'est que vers 1735 qu'on peut vraiment affirmer que se forme une agglomération humaine. L'endroit est alors connu sous le nom de « Rapides ». Lors du recensement de 1760 on dénote une trentaine d'habitations parsemées de façon inégale le long des rives.

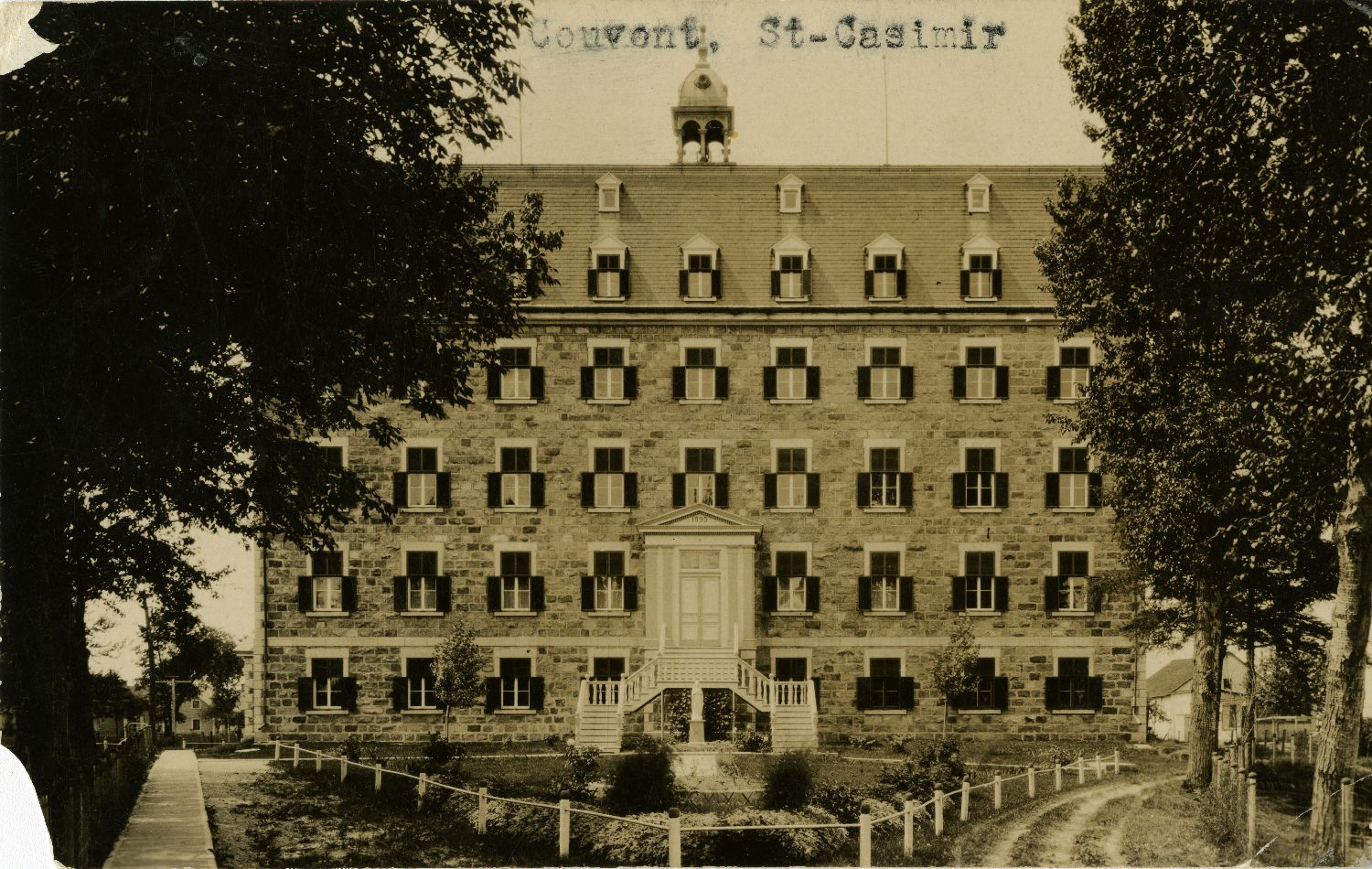
Couvent de Saint-Casimir, 1930, collection Félix-Barrière, Bibliothèque et Archives nationales du Québec, BAnQ

Les premiers colons se nomment, sur la rive sud, Douville, Leboeuf, Lemire, Tessier, Vallée et du côté nord Gendron, Langlois, Leduc, Richard, Ricard, Saint-Germain et Tessier. Ces colons venaient en grande partie de Sainte-Anne-de-la-Pérade. La naissance de la paroisse découle de la discorde des autorités religieuses de Grondines et Sainte-Anne-de-la-Pérade quant au paiement de la dîme. Ainsi, le 28 novembre 1835, le riverains adressent une requête au 13e archevêque de Québec, Monseigneur Signay, pour lui demander l'érection officielle d'une nouvelle paroisse. Trois semaines après la réception de cette requête l'évêque délègue l'abbé François-Xavier Côté, curé archiprêtre de Sainte-Geneviève-de-Batiscan pour qu'il se rende et fasse un compte-rendu. Le 18 février 1836 marque le décret d'érection canonique de la paroisse. Le 9 octobre 1847, Saint-Casimir a enfin son pasteur en la personne de Thomas Larouche, ancien vicaire de Sainte-Anne de la Pérade. Les premiers registres de l'état civil nous apprennent que le premier mariage célébré à Saint-Casimir unit Narcisse Grimard et Agathe Dusablon le 12 octobre 1847. Le premier baptême fut celui de Mara Tessier, fille de Xavier Tessier. En cette année 1847, on a enregistré 14 baptêmes, 5 sépultures et un mariage. L'année suivante, les statistiques montrent 60 baptêmes, 12 sépultures et quatre mariages la municipalité en 1845.
En 1912 la municipalité de village se détache de celle de la paroisse, suivie en 1913 de celle de Saint-Casimir-Est. Jusqu'en 1981 on aura donc trois entités municipales sur le territoire. À cette date, le village et Saint-Casimir-Est fusionnent, et en 2000 la municipalité de paroisse rejoint les autres pour former la municipalité actuelle.

## Géographie

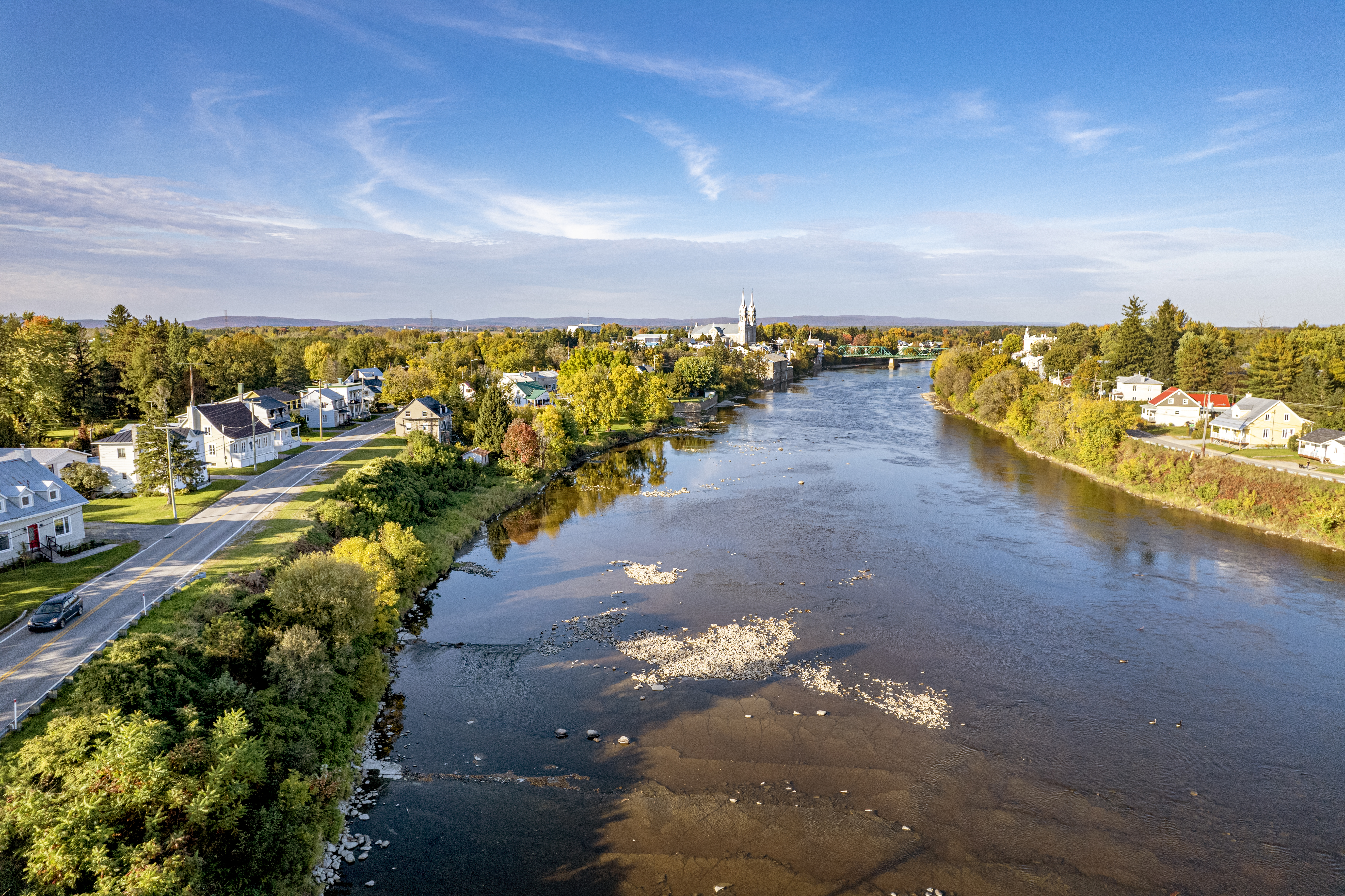
La rivière Sainte-Anne traverse Saint-Casimir.

Le territoire de Saint-Casimir couvre une superficie d'environ 66 km2. 
La rivière Sainte-Anne prend sa source dans le lac du même nom situé dans le parc des Laurentides. Elle traverse la municipalité du nord-est vers le sud-ouest. Cette rivière est connue internationalement pour la fameuse pêche aux poulamons. Le poulamon ne remonte toutefois pas jusqu'à la hauteur de Saint-Casimir. À quelques kilomètres à l'est du cœur de Saint-Casimir, sur la rive sud de la rivière Sainte-Anne se trouve une grotte appelée Le Trou du Diable. Cette grotte est la seconde en importance au Québec. 
La rivière Niagarette coule du centre-nord de la municipalité jusqu'à sa confluence rive droite avec la rivière Sainte-Anne au sud du village. 
La Petite rivière Niagarette traverse l'ouest la municipalité du nord vers le sud-est jusqu'à sa confluence rive droite avec la rivière Niagarette dans le centre de la municipalité. 
La rivière Noire en délimite le nord-est puis coule vers le sud-ouest jusqu'à sa confluence rive droite avec la rivière Sainte-Anne a l'est du village.
La rivière Blanche coule du nord vers le sud-est jusqu'à sa confluence rive droite avec la rivière Noire au nord-est du village.

## Démographie
| 1871  | 1881  | 1891  | 1901    | 1911  | 1921  |
| ----- | ----- | ----- | ------- | ----- | ----- |
| 2 263 | 2 662 | 2 927 | 2 456 a | 2 640 | 2 774 |

| 1931  | 1941  | 1951  | 1956  | 1961  | 1966  |
| ----- | ----- | ----- | ----- | ----- | ----- |
| 2 613 | 2 553 | 2 487 | 2 650 | 2 526 | 2 428 |

| 1971  | 1976  | 1981  | 1986  | 1991  | 1996  |
| ----- | ----- | ----- | ----- | ----- | ----- |
| 2 252 | 2 054 | 1 939 | 1 862 | 1 761 | 1 783 |

| 2001  | 2006  | 2011  | 2016  | 2021  | - |
| ----- | ----- | ----- | ----- | ----- | - |
| 1 582 | 1 528 | 1 500 | 1 430 | 1 449 | - |

## Administration
Les élections municipales se font en bloc pour le maire et les six conseillers.
| Saint-Casimir Maires depuis 2005                                                                                     |                       |         |          |
| Élection | Maire                 | Qualité | Résultat |
| 2005 | André Filteau         |         | Voir     |
| 2009 | Dominic Tessier-Perry |         | Voir     |
| 2013 | Dominic Tessier-Perry | Voir    |          |
| 2017 | Dominic Tessier-Perry | Voir    |          |
| 2021 | Lise Baillargeon      |         | Voir     |
| Élection partielle en italique Depuis 2005, les élections sont simultanées dans toutes les municipalités québécoises |                       |         |          |

## Personnalités liées
- Saint-Casimir est le lieu de naissance du poète Alain Grandbois.
- Le policier Alain Lacoursière  y est aussi originaire.

## Attraits et tourisme

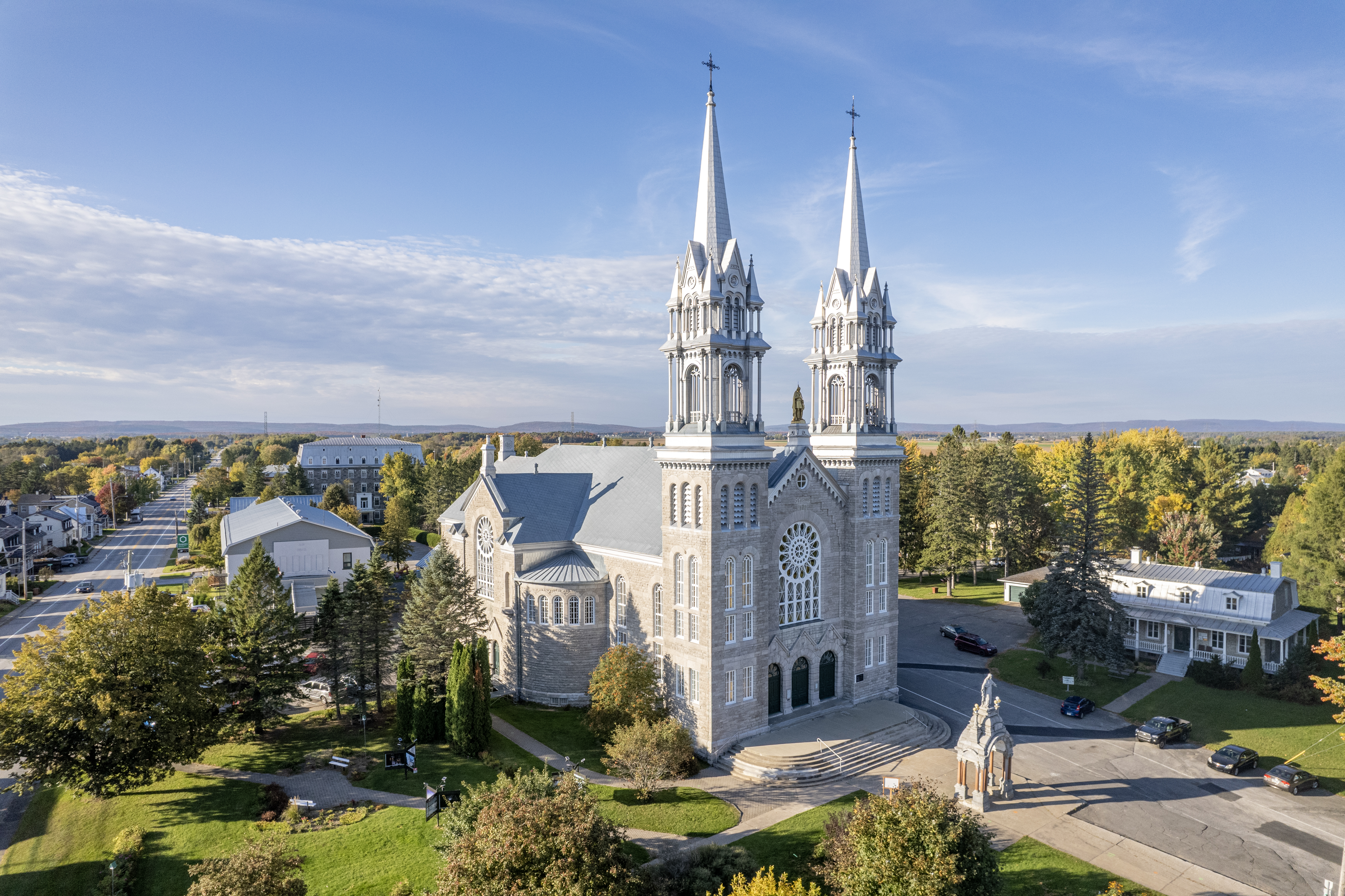
Église de Saint-Casimir.

- Église de la paroisse Sacré-Coeur-de-Jésus
- Microbrasserie Les Grands Bois
- Théâtre Les Grands Bois
- Grotte le Trou du diable, opérée par le Parc naturel régional de Portneuf
- La descente de la rivière Sainte-Anne en pneumatique, opérée par Les excursions de l'Ouest
- Larguer les samares (micro érablière et gîte)
- Parc Giroux

## Photographies
Saint-Casimir

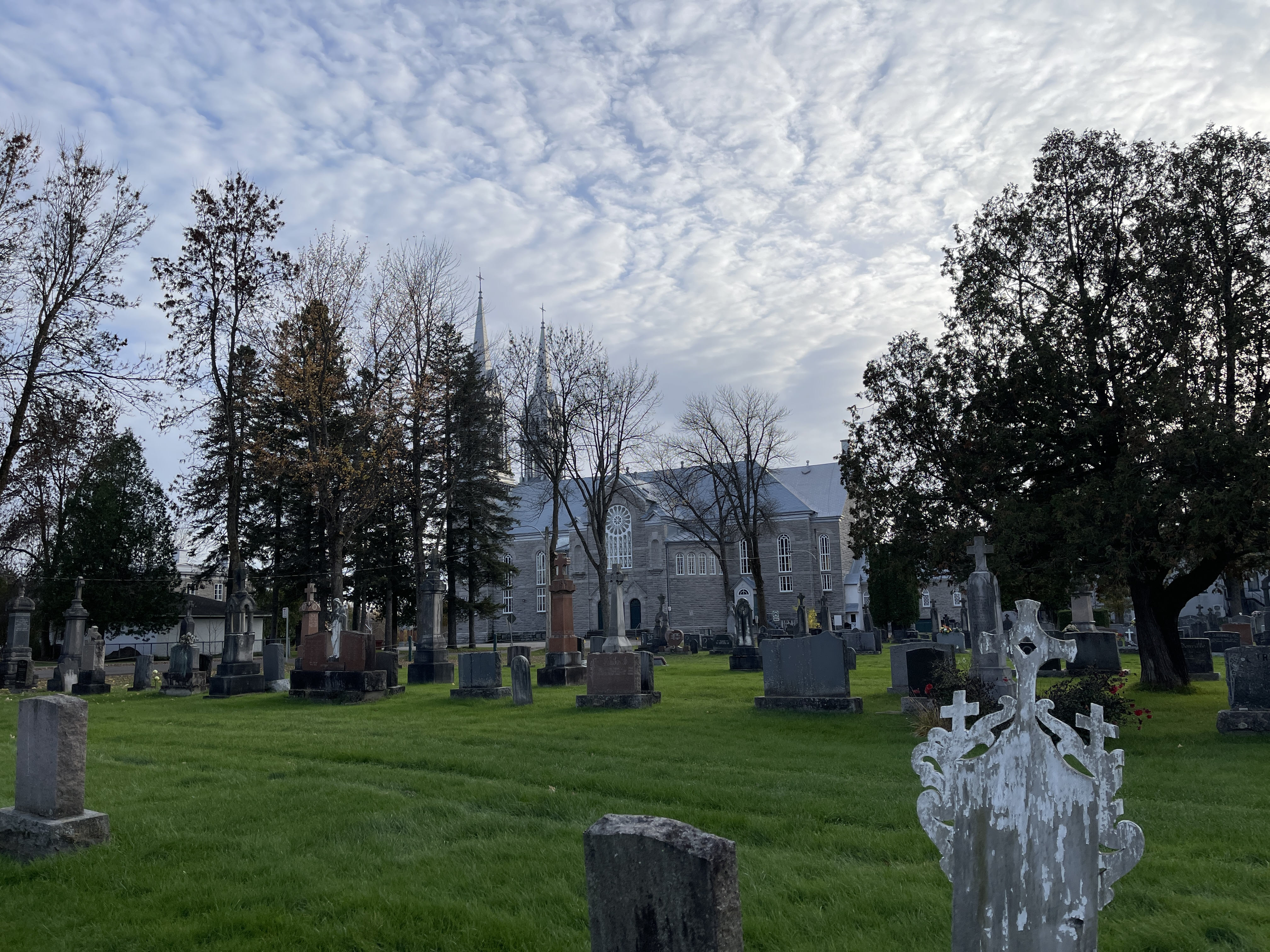
Cimetière et église de la paroisse Sacré-Cœur-de-Jésus
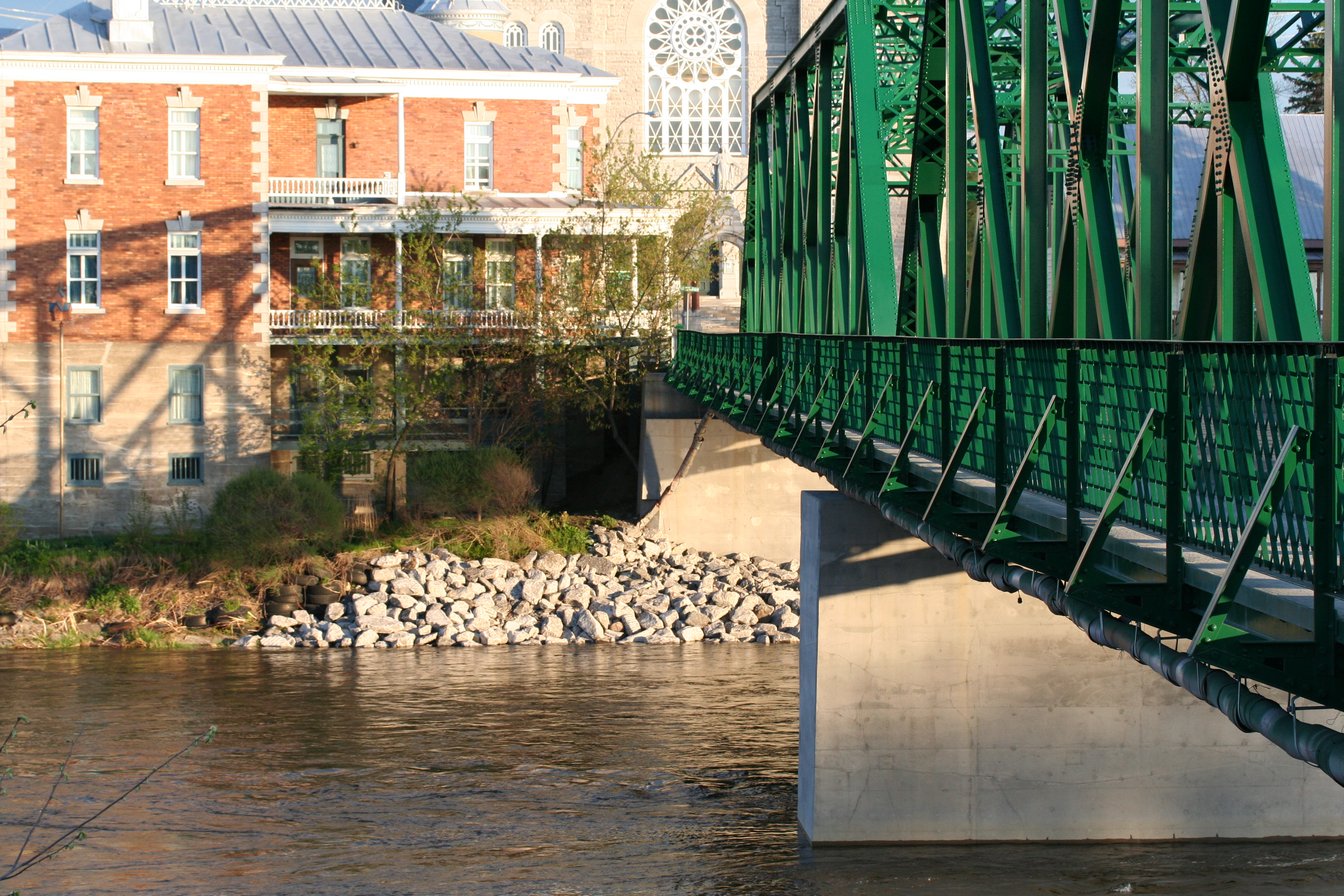
Résidence privée, église de la paroisse Sacré-Cœur-de-Jésus, rivière Sainte-Anne, pont 06073, structure à tablier inférieur en acier[8],[9], routes 354 et 363
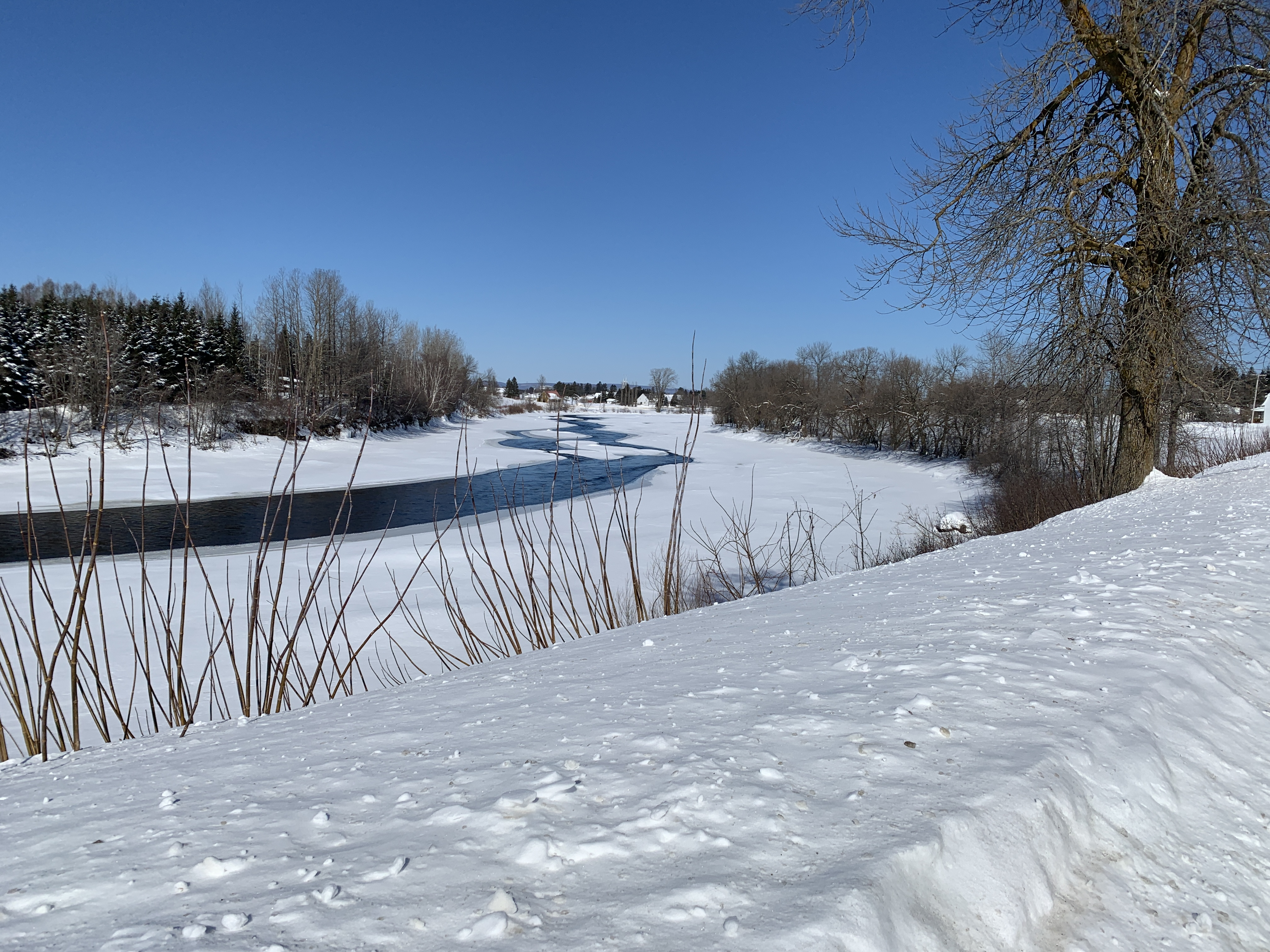
Rivière Sainte-Anne, rang du Rapide Sud
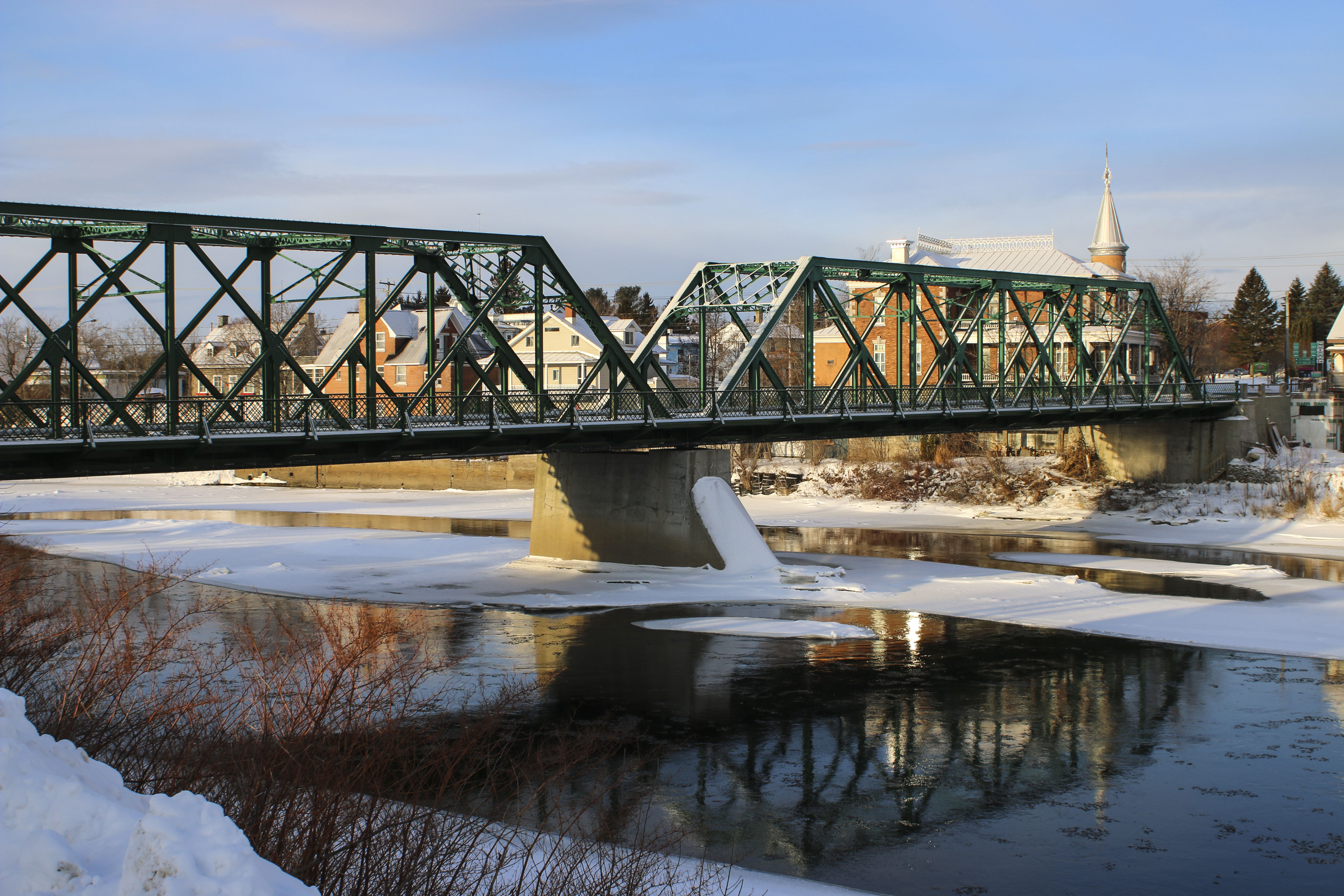
Rivière Sainte-Anne, pont 06073
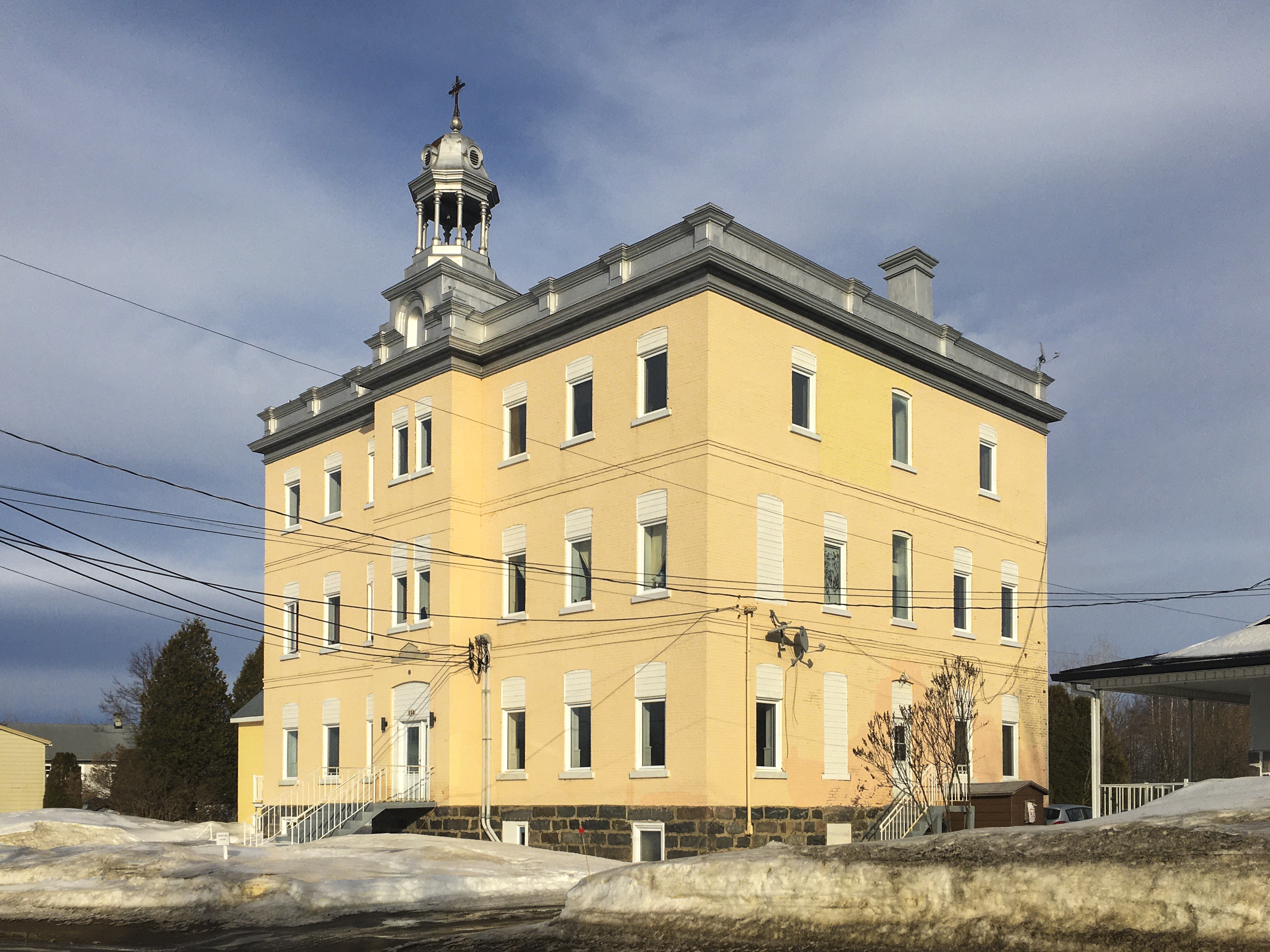
Ancienne académie Saint-Louis-de-Gonzague
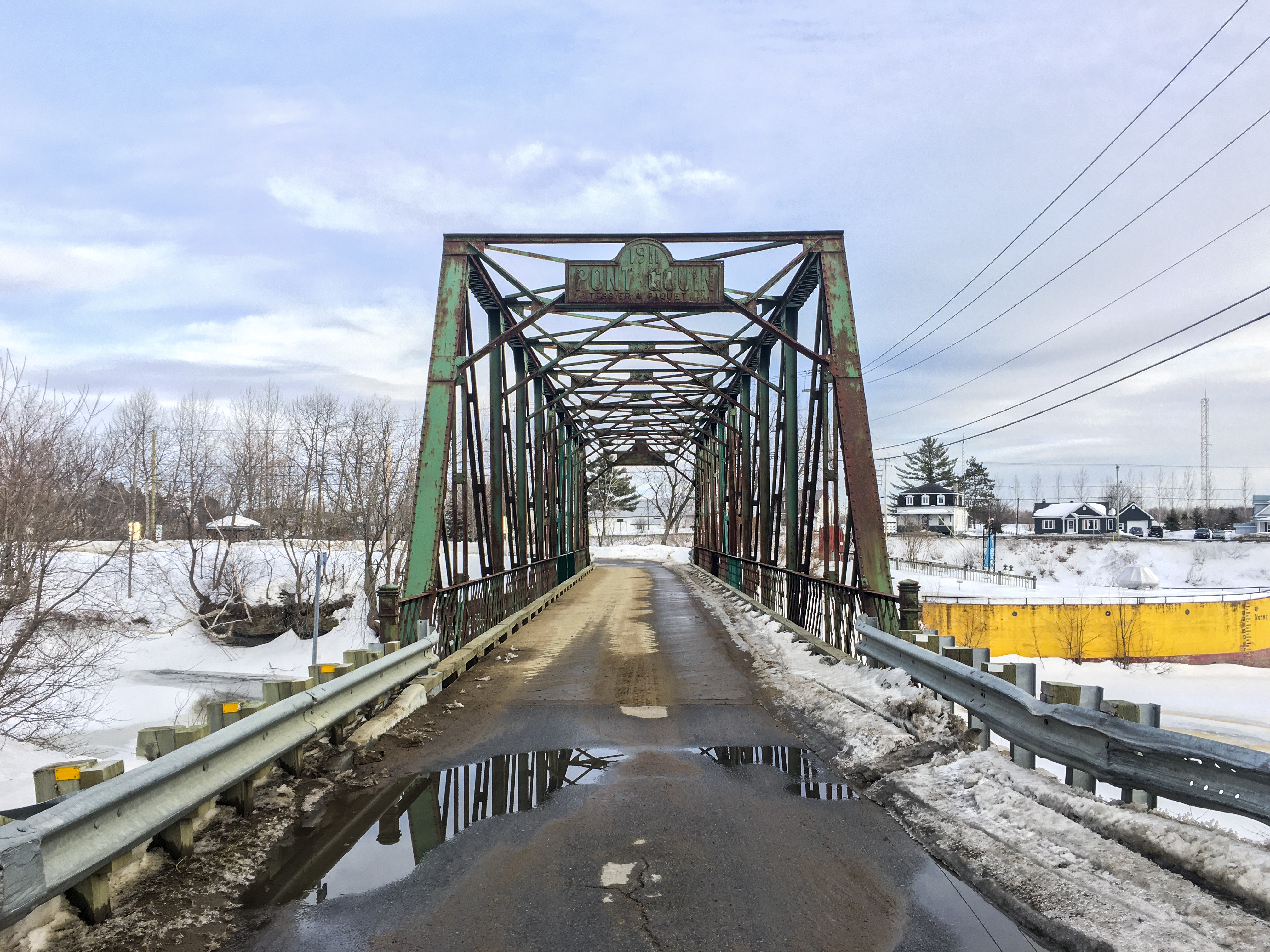
Pont Gouin, vers l'Île-Grandbois
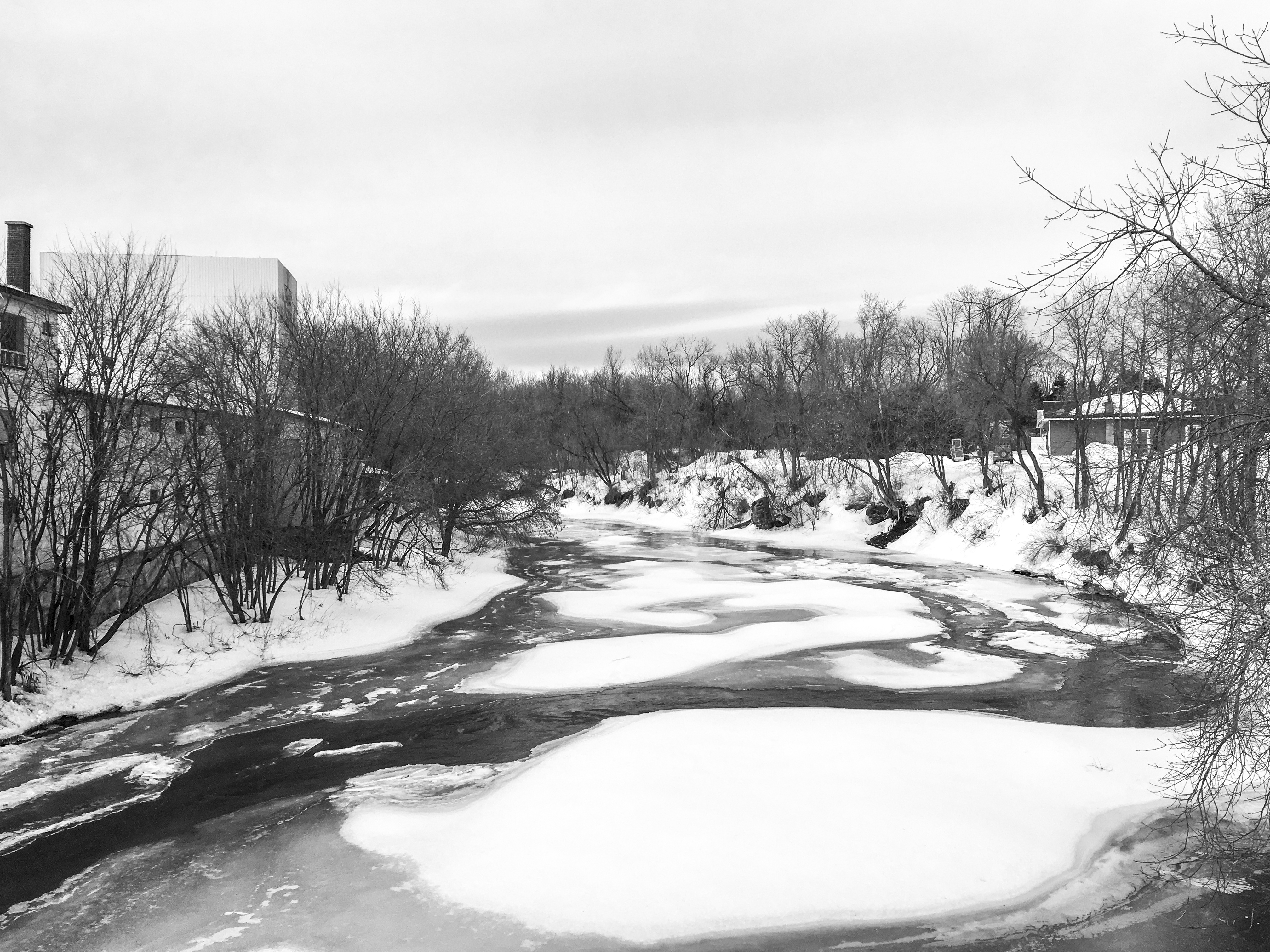
Rivière Noire
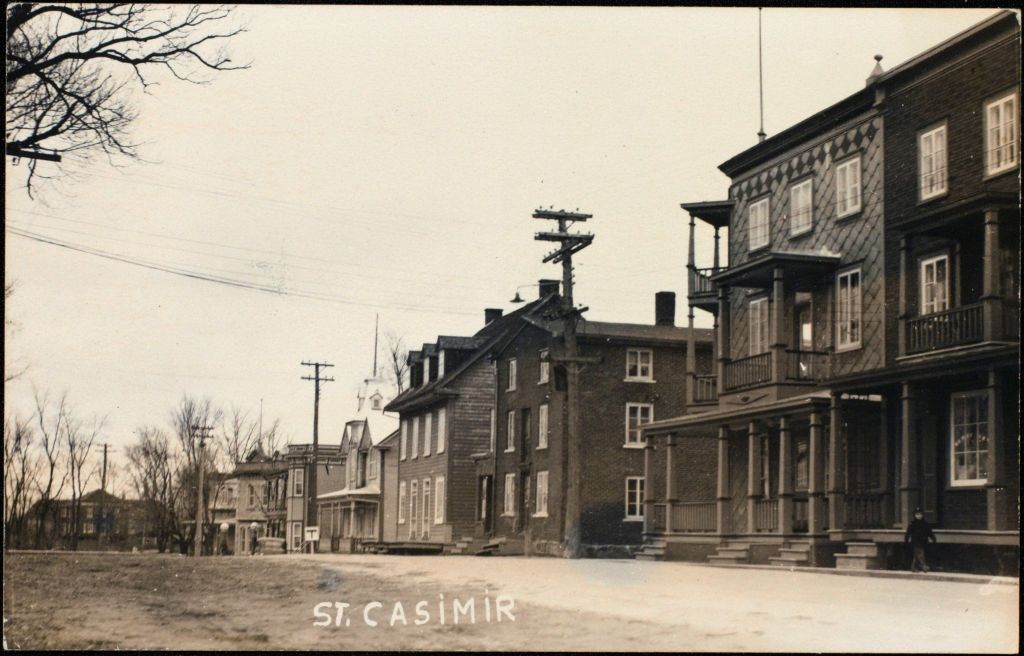
Boulevard de la Montagne avant 1950
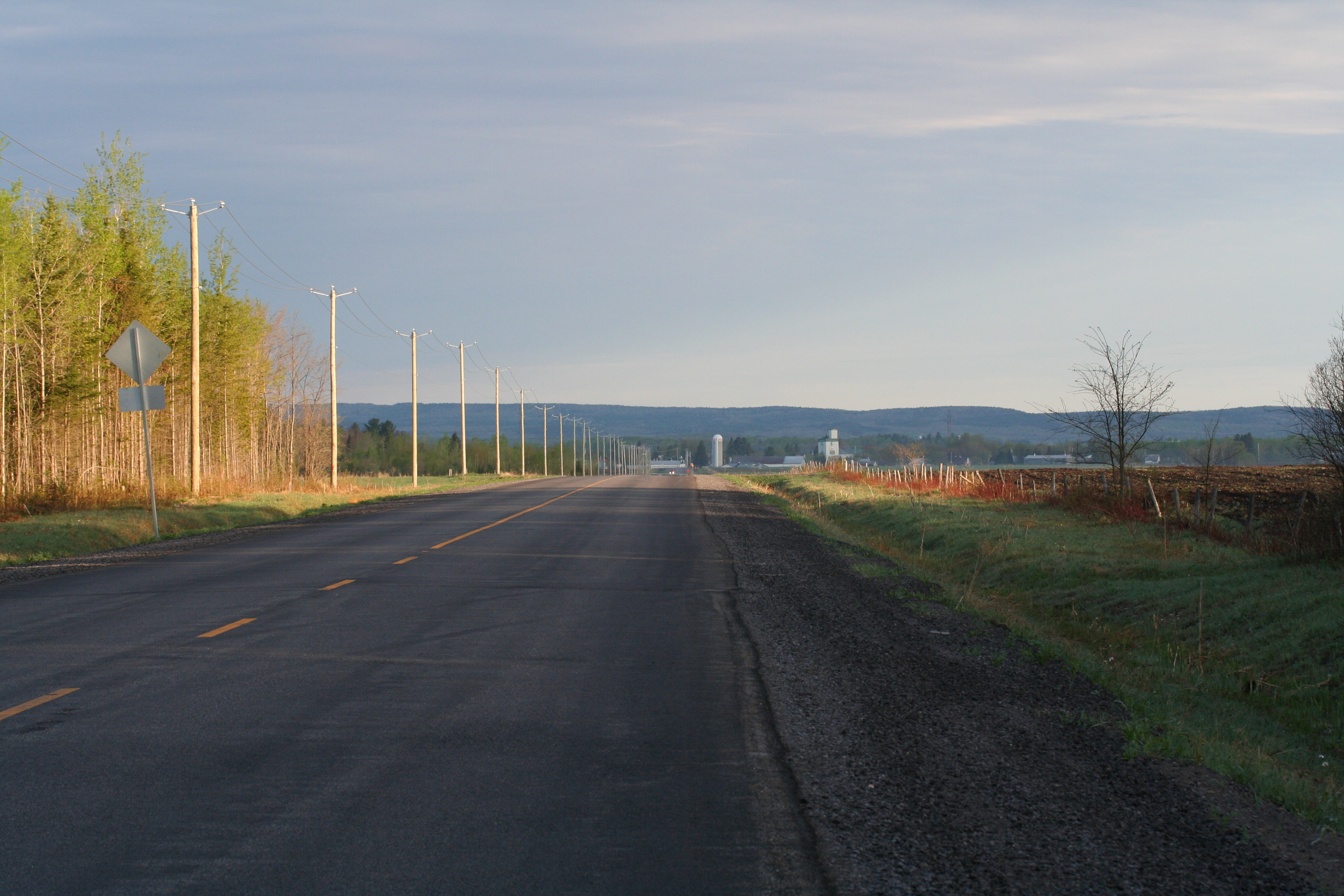
Zone agricole, routes 354 et 363 (Route des Grondines)
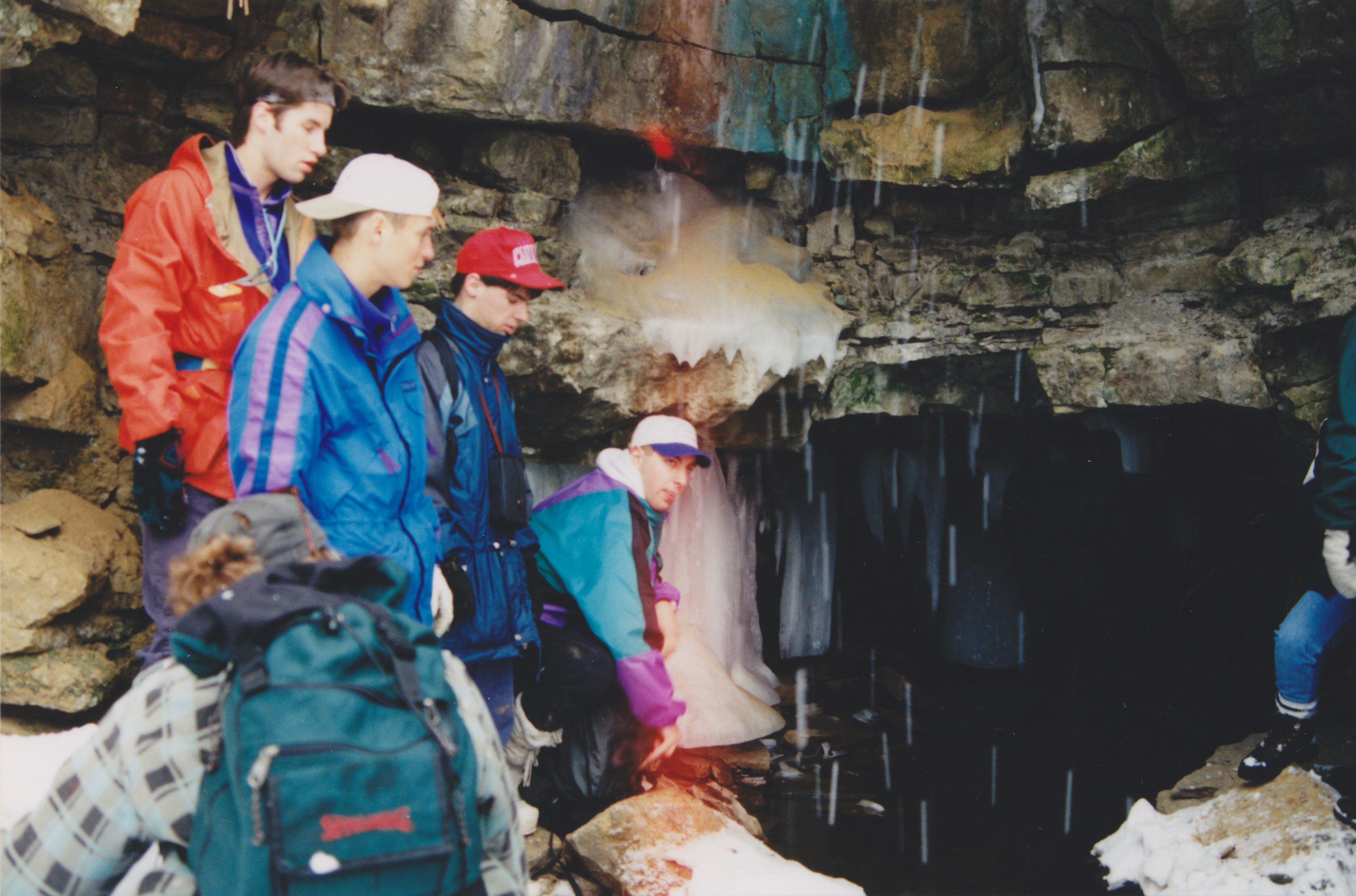
Trou du Diable, entrée aval de la caverne